# ادامز سنتر (ویسکانسین)
ادامز سنتر، ویسکانسین (به انگلیسی: Adams Center, Wisconsin) یک شهر متروکه در ایالات متحده آمریکا است که در ادامز، بخش ادمز، ویسکانسین واقع شده‌است.

## خصوصیات
ادامز سنتر ۲۹۵٫۹۶ متر بالاتر از سطح دریا واقع شده‌است.